# بيلي كاسبر
بيلي كاسبر (بالإنجليزية: Billy Casper)‏ هو لاعب غولف ومهندس معماري وشخصية أعمال أمريكي، ولد في 24 يونيو 1931 في سان دييغو في الولايات المتحدة، وتوفي في 7 فبراير 2015 في مقاطعة يوتا في الولايات المتحدة بسبب ذات الرئة.

## وصلات خارجية
- الموقع الرسمي
- بيلي كاسبر على موقع رابطة لاعبي الغولف المحترفين (الإنجليزية)
- بيلي كاسبر على موقع رابطة أوروبا للاعبي الغولف المحترفين (الإنجليزية)
- بيلي كاسبر على موقع الموسوعة البريطانية (الإنجليزية)
- بيلي كاسبر على موقع إن إن دي بي (الإنجليزية)